# 石打壩車站
石打壩車站（日语：／ Ishiuchi-damu eki */?）是日本九州旅客鐵道三角線沿線的一座車站，座落於熊本縣宇城市三角町中村。
位在三角町石打地區的石打壩車站，是1989年時由三角町（之後合併成為宇城市一部份）的居民自行集資約1700萬日圓設置，以作為三角港築港百周年紀念活動的一部份。並希望透過這方式，能增加前來造訪石打壩的來訪旅客數量。

## 歷史

### 年表
- 1989年（平成元年）3月11日 - 開業[1]

## 車站結構
側式月台1面1線的地面車站。

## 相鄰車站
九州旅客鐵道
天草三角線（三角線）
赤瀨－石打壩－波多浦

## 外部連結
- 石打壩車站（JR九州） （页面存档备份，存于）（日語）

32°38′34″N 130°30′25″E / 32.642697°N 130.507056°E
1. ↑  “JR九州 11日に14駅開業”. 交通新聞 (交通新聞社): p. 2. (1989年3月3日)